# André Hanou
Andreas Joannes Antonius Maria (André) Hanou (Monnickendam, 13 april 1941 - Zoeterwoude, 8 februari 2011) was een Nederlands literatuurhistoricus.

## Levensloop
André Hanou volbracht zijn middelbare studies aan het Gymnasium alfa (Hageveld, Heemstede). Hij vervolgde tussen 1959 en 1972 met studies in filosofie en theologie aan het Groot Seminarie in Warmond en studie Nederlands (bijvakken Middeleeuwse Geschiedenis en Russisch) aan de Universiteit van Amsterdam.
In 1988 promoveerde hij in Nijmegen op een proefschrift (Sluiers van Isis) over Johannes Kinker.
Hanou bracht het grootste deel van zijn universitaire leven door aan de Universiteit van Amsterdam (leerstoelgroep Historische Letterkunde en Tekstinterpretatie van het Nederlands). In 1970 begon hij in Amsterdam als assistent, in 1972 werd hij wetenschappelijk medewerker, in 1980 wetenschappelijk hoofdmedewerker en van 1989 tot en met 2002 was hij universitair hoofddocent. In februari 2000 werd hij aan de Radboud Universiteit in Nijmegen benoemd tot gewoon hoogleraar Oudere letterkunde Nederlands. Op 1 mei 2006 ging hij met pensioen.
Zijn specialisme was de literatuur van de Nederlandse Verlichting (1670-1830). Hij publiceerde onder meer over Ludvig Holberg, Johannes Kinker, Willem van Swaanenburg, Jacob Campo Weyerman, Pieter van Woensel, Elisabeth Wolff-Bekker en over Nijmeegse satire onder de titel De Bonheurs uit de mode (1792). Hij schreef ook over de pamflettist Mietje Hulshoff. 
Hanou publiceerde onder het pseudoniem "Herkauwer" op het internet artikelen over de achttiende eeuw. Hij droeg als redacteur belangrijk bij aan de Encyclopedie van Nederlandstalige Tijdschriften.

## Boekpublicaties
- 2007 - Elisabeth Wolff-Bekker (1738-1804); Agatha Deken (1741-1804): Geschrift eener bejaarde vrouw - bewerking en uitgave in verkorte vorm, op basis van de druk (1802) en de handschriften voor het onuitgegeven deel door André Hanou
- 2007 - J.C. Weyerman, De slapende philosoof: in 't harnas gejaagt door den goliath - toegelicht door André Hanou
- 2006 - Everard Jan Benjamin Schonck (1745-1821), Nijmeegse mutsen, De bonheurs uit de mode - een satire uit 1792, uitgegeven en toegelicht door André Hanou
- 2004 - le Sr. de la Daillhiere, Les entretiens curieux, de Tartuffe et de Rabelais, sur les femmes(1688) - uitgegeven en ingeleid door André Hanou
- 2004 - Jacob Campo Weyerman (1677-1747), De naakte waarheyt der Vrije Metselaars - ingeleid door André Hanou, bevat tevens Franciscus Lievens Kersteman (1728-1792), Zeldzame levens-gevallen van J. C. Wyerman, heruitgave op basis van de tweede druk (1763) en bezorgd door M. van Vliet (Leiden, 1994)
- 2003 - Verlicht Amsterdam - tekst van afscheidscollege Universiteit van Amsterdam
- 2002 - Pieter van Woensel (1747-1808), De lantaarn - samengesteld door André Hanou
- 2002 - Nederlandse literatuur van de Verlichting (1670-1830)
- 2001 - Bewegende beelden: Pygmalion en het beeld van de literatuur van de Nederlandse Verlichting  - inaugurele rede Katholieke Universiteit Nijmegen
- 2000 - Elisabeth Wolff-Bekker (1738-1804), De onveranderlyke Santhorstsche geloofsbelydenis: in rym gebragt door eene zuster der Santhorstsche gemeente (1772) - uitgegeven, met inleiding en commentaar door A.J. Hanou
- 1997 - Onder de Acacia: studies over de Nederlandse vrijmetselarij en vrijmetselaarsloges vóór 1830 - met een bijdrage van J.A.M. Snoek
- 1997 - Geconfineert voor altoos : stukken behorend bij het proces Jacob Campo Weyerman (1739) - vermeerderd met een autobiografie; uitgegeven door K. Bostoen en A. Hanou
- 1997 - Jacob Campo Weyerman (1677-1747), De naakte waarheyt (1737) - met een inleiding door A.J. Hanou
- 1995 - Ludvig Holberg (1684-1754), De Onderaardsche reis van Claas Klim, behelzende eene nieuwe beschryving van den aardkloot met de historie der vyfde tot nog toe onbekende monarchie (1741) - opnieuw uitgegeven met inleiding door André Hanou
- 1994 - Jacob Campo Weyerman (1677-1747), Opkomst en val van een koffiehuisnichtje (1727) - uitgegeven door André Hanou in samenw. met Anita van Beek
- 1993 - Janus en Leiden (1787) - uitgave ter gelegenheid van nieuwjaar 1994 speciaal voor vrienden en relaties van Antiquariaat Klikspaan te Leiden
- 1993 - Johannes Kinker, De post van den Helicon 12 - editie en nawoord: A.J. Hanou
- 1992-94 - Johannes Kinker (1764-1845), Briefwisseling - 3 delen; uitgegeven, met inleiding en commentaar door A.J. Hanou en G.J. Vis
- 1989 - Revolutie in woorden - keuze en toelichting: A.J. Hanou onder redactie van W. van den Berg
- 1988 - Sluiers van Isis. Johannes Kinker als voorvechter van de Verlichting, in de Vrijmetselarij en andere Nederlandse genootschappen, 1790-1845 - proefschrift
- 1986 - Een hel vol weelde - teksten uit het werk van Willem van Swaanenburg (1679-1728), ingeleid en van commentaar voorzien door André Hanou
- 1984 - Jacob Campo Weyerman (1677-1747), De leevens byzonderheden van Johan Hendrik, baron van Syberg, heer van Ermelinghoven en Bonckersbek, &c. - uitgegeven en ingeleid door een Werkgroep Amsterdamse neerlandici onder leiding van André Hanou en Hanna Stouten
- 1983-1987 - Populaire teksten uit de late Republiek - onder redactie van André Hanou
- 1979 - Jacob Campo Weyerman (1677-1747), Den heer is betoovert, en de juffer is behext ; De schoone dwaalstar, of De vereenigde gelieven ; De vruchtbaare juffer - drie toneelstukken naar het handschrift uitgegeven door A.J. Hanou
- 1978 - Jacob Campo Weyerman (1677-1747), Den vrolyke tuchtheer (1729) - uitgegeven en van commentaar voorzien door A.J. Hanou

## Publicatie over Hanou
- Karel Bostoen: 'Levensbericht Andreas Johannes Antonius Maria Hanou', in: Jaarboek van de Maatschappij der Nederlandse Letterkunde te Leiden, jrg. 2010-2011, pag. 93-101.